# رایان برانت (بازیکن فوتبال)
رایان برانت (انگلیسی: Ryan Brunt؛ زادهٔ ۲۶ مهٔ ۱۹۹۳) بازیکن فوتبال اهل بریتانیا است.
از باشگاه‌هایی که در آن بازی کرده‌است می‌توان به باشگاه فوتبال استوک سیتی، باشگاه فوتبال یورک سیتی، باشگاه فوتبال نانت‌ویچ، باشگاه فوتبال ترانمره راورز، باشگاه فوتبال بث سیتی، باشگاه فوتبال لوتون تاون، باشگاه فوتبال بریستول راورز، باشگاه فوتبال اکستر سیتی، باشگاه فوتبال استیونج، باشگاه فوتبال پلیموث آرگیل، و باشگاه فوتبال لیتون اورینت اشاره کرد.